# Czernidłówka drobna
Czernidłówka drobna, kruchaweczka drobna (Coprinopsis canoceps (Kauffman) Örstadius & E. Larss.) – gatunek grzybów z rodziny kruchaweczkowatych (Psathyrellaceae).

## Systematyka i nazewnictwo
Pozycja w klasyfikacji według Index Fungorum: Psathyrella, Psathyrellaceae, Agaricales, Agaricomycetidae, Agaricomycetes, Agaricomycotina, Basidiomycota, Fungi.
Po raz pierwszy takson ten zdiagnozował w 1926 r. Calvin Henry Kauffman, nadając mu nazwę Hypholoma canoceps. Obecną, uznaną przez Index Fungorum nazwę nadali mu w 2015 r. Leif Örstadius i Ellen Larsson, przenosząc go do rodzaju Psathyrella.
Synonimy naukowe:
- Drosophila canoceps (Kauffman) Kühner & Romagn. 1953
- Hypholoma canoceps Kauffman 1926
- Psathyrella canoceps (Kauffman) A.H. Sm. 1941

W 2003 r. Władysław Wojewoda zarekomendował nazwę kruchaweczka drobna dla nazwy naukowej Psathyrella canoceps Po przeniesieniu gatunku do rodzaju Coprinopsis stała się niespójna z nazwą naukową. W 2025 r. Komisja ds. Polskiego Nazewnictwa Grzybów przy Polskim Towarzystwie Mykologicznym dla rodzaju Coprinopsis zarekomendowała polską nazwę „czernidłówka”.

## Morfologia
Kapelusz
Średnicy 0,5–2 cm, stożkowato-dzwonkowaty. Higrofaniczny; podczas wilgotnej pogody ma kolor daktylowobrązowy i brzeg kapelusza wyżłobiony z prześwitującymi blaszkami, podczas suchej jest jaśniejszy – ochrowobrązowy i nie jest prześwitujący. U młodych okazów cała powierzchnia pokryta jest białawą osłoną, która podczas wzrostu grzyba rozrywa się na drobne włoski, zwykle ułożone radialnie. Czasami resztki osłony zwieszają się z brzegów kapelusza.
Blaszki
Szerokie i szeroko przyrośnięte, o ostrzach pokrytych białawymi rzęskami. Blaszki początkowo są jasnobrązowe, potem ciemnobrązowe z winnoczerwonym odcieniem.
Trzon
Wysokość 2–5 cm, grubość 1–3 mm, walcowaty, często z podstawą rozszerzoną lub bulwiastą. Jest pusty i kruchy. Powierzchnia w kolorze od białego do jasnobrązowego, początkowo pilśniowa, później biało włóknista, w górnej części biało płatkowata.
Miąższ
Ochrowobrązowy. Smak przyjemny, zapach korzenny.
Cechy mikroskopowe
Wysyp zarodników czarny z brązowawym odcieniem, zarodniki elipsoidalne lub wąskojajowate, o rozmiarach 8–12 × 4,5–6 μm lub 8,8–10,4 × 4,9–5,4 μm. Pory rostkowe duże i płaskie. Podstawki 4-zarodnikowe o rozmiarach 16,5–28 × 8,2–12 μm. Cheilocystydy liczne i stłoczone, pleurocystydy spotykane niezwykle rzadko.
Gatunki podobne
Kruchaweczka różowawa (Psathyrella impexa). Różni się różowo mięsistym odcieniem kapelusza i miejscem występowania (na spróchniałym drewnie drzew liściastych).

## Występowanie i siedlisko
Występuje w Czechach, Danii, Niemczech, Islandii, Włoszech, Holandii, Norwegii, Szwecji, Szwajcarii, Słowacji, USA. Podawana jest także z terytorium Polski, ale jest tutaj bardzo rzadka. Rośnie w lasach i zaroślach, na ziemi wśród mchów, zwykle na zakopanych resztkach drewna. Owocniki wytwarza od sierpnia do września.
W Polsce gatunek rzadki. Znajduje się na Czerwonej liście roślin i grzybów Polski. Ma status E – gatunek wymierający. Znajduje się na listach gatunków zagrożonych także w Niemczech i Danii.

## Znaczenie
Saprotrof. Grzyb niejadalny.